# Villa rustica na Bunjama
Villa rustica na Bunjama nalazi se u Novom Selu, općina Selca, otok Brač.

## Opis
Ispod pretpovijesnog naselja na brdu Gračišću, a na rubu plodnog polja Bunje smjstila se villa rustica. Sačuvani su ostaci zidova i manjih prostorija s polukružnim završetkom koje su pokrivne bijelim mozaikom. Pronađene su cisterne presvođene bačvastim svodom i dijelovi razvijenog gospodarstva. Uz grobove i grobnice na svod nađena su i dva sarkofaga s kristogramom na akroteriju.

## Zaštita
Pod oznakom Z-4929 zavedeno je kao nepokretno kulturno dobro - pojedinačno, pravna statusa zaštićena kulturnog dobra, klasificirano kao "arheološka baština".